# Mary Bryant
Mary Bryant (Fowey, 1765) was een Brits crimineel die in 1787 naar de gevangeniskolonie op Australië gestuurd werd. Ze was een van de eerste gevangenen die uit Australië wist te ontsnappen. Samen met haar twee kinderen en acht andere gevangenen legde ze in 1791 hierbij een reis van 66 dagen en 5000 kilometer per schip af.

## Levensloop
Bryant, geboren als Mary Broad, was een van de eerste criminelen die naar Australië gestuurd werd. Ze had haar geboortedorp Fowey in Cornwall verlaten om werk te zoeken in Plymouth en werd daar samen met twee andere vrouwen gearresteerd voor het stelen van een zijden hoofddoek, juwelen en munten. Hiervoor werd ze veroordeeld tot zeven jaar in Australië. Ze vertrok in mei 1787 aan boord van de Charlotte, een van de schepen van de Eerste Vloot die naar Australië zeilde om daar de gevangeniskolonie te vestigen.
Tijdens de reis kreeg ze een dochter die ze Charlotte noemde, naar het schip. Het kind kreeg de achternaam Spence, naar een van de andere gevangenen, David Spence, mogelijk de vader. Na haar aankomst in Australië trouwde ze op 10 februari 1788 met William Bryant, een visser uit Cornwall die ook als gevangene aan boord van de Charlotte naar Australië was gestuurd. Op 6 mei 1790 kreeg ze een zoon van William, genaamd Emanuel.
William werd betrapt op het verkopen van vis aan medegevangenen en kreeg 100 zweepslagen. Hierop besloten William en Mary om te ontsnappen. William wist de Nederlandse kapitein Detmer Smit van de Waaksaamheyd te overtuigen om hem zeilinstrumenten, voedsel en wapens te geven. Het stel wachtte tot alle schepen die hen konden achtervolgen de haven uit waren. Op 28 maart 1791 stalen ze een van de schepen van de gouverneur en vertrokken samen met de twee kinderen en een bemanning van zeven andere gevangenen.
Na een reis van 66 dagen en 5000 kilometer kwamen ze aan in Koepang in Nederlands-Timor. De gevangenen beweerden dat ze reddelingen waren, maar de Nederlandse autoriteiten kwamen erachter dat het om gevangenen ging en stuurden ze terug naar Groot-Brittannië. Ze gingen eerst per schip naar Batavia. Aan boord waren ook de overlevende bemanningsleden en gevangenen van de HMS Pandora, die vanuit Engeland was gestuurd om de muiters van de muiterij op de Bounty te arresteren maar daarna was vastgelopen op het Groot Barrièrerif en gezonken. In Batavia stierven Mary's man William en hun zoon Emanuel. Mary en de andere overlevenden reisden verder naar Kaap de Goede Hoop en van daaruit naar Londen. Tijdens dit gedeelte van de terugreis stierf ook Mary's dochter Charlotte.

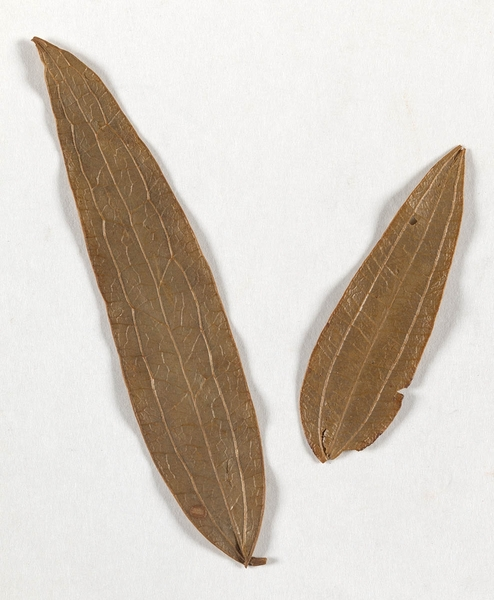
Twee van de bladeren van de Australische plant Smilax glyciphylla die Mary Bryant als dank voor haar verdediging aan James Boswell gaf. De bladeren kunnen als thee gedronken worden.

Mary Bryant had verwacht opgehangen te worden of terug naar Australië gestuurd te worden, maar werd in plaats daarvan veroordeeld tot een jaar in de Newgate-gevangenis in Londen. Haar verhaal kreeg de aandacht van de Britse pers, en de schrijver en advocaat James Boswell nam haar zaak op en verzocht de Britse regering om haar vrijlating. Op 2 mei 1793 kreeg ze gratie en kwam vrij. De vier overlevende medegevangenen werden in november vrijgelaten. Mary Bryant keerde terug naar haar familie in Fowey; het is niet bekend wat er verder van haar geworden is.

## Mary Bryant in de populaire cultuur
Het verhaal van Mary Bryant is beroemd geworden in de Britse en Australische geschiedenis. Haar befaamde reis van 5000 kilometer is vaak vergeleken met die van William Bligh, kapitein van de Bounty, twee jaar eerder. Na de muiterij op de Bounty was hij in een sloep overboord gezet en slaagde er na 41 dagen en 6700 kilometer in om Koepang te bereiken.
De miniserie The Incredible Journey of Mary Bryant met Romola Garai als Mary Bryant werd vertoond op televisie in Australië in 2005 en in het Verenigd Koninkrijk in 2006. De serie won een aantal prijzen. Met een budget van 15 miljoen Australische dollars was het de duurste miniserieproductie aller tijden in Australië.
Over Mary Bryant zijn een reeks boeken geschreven, waaronder het Nederlandse Het leven van Mary Bryant (1968) van Anthony van Kampen. Ze is een belangrijk personage in de roman The Playmaker van de Australische schrijver Thomas Keneally en het daarop gebaseerde toneelstuk Our Country's Good van Timberlake Wertenbaker. In 2007 ging in Australië een musical over Mary Bryant in première.